# ألبرت إي. هيل
ألبرت إي. هيل (بالإنجليزية: Albert E. Hill)‏ هو سياسي أمريكي، ولد في 14 أكتوبر 1870 في تينيسي في الولايات المتحدة، وتوفي في 23 يناير 1933. انتخب عضو مجلس نواب تينيسي.